# Jeroom Van Aertselaer
Jeroom Van Aertselaer (Hoogstraten, 1 november 1845 - Siwantze, 12 januari 1924) was een rooms-katholiek missiebisschop, lid van de Congregatie van het Onbevlekt Hart van Maria, een congregatie van missionarisen met zetel te Scheut (B). In 1870 werd hij tot priester gewijd.

## China, eerste periode
De Rooms-Katholieke Kerk had dankzij de 'ongelijke verdragen' in 1860 de mogelijkheid gegrepen om missiewerking op te starten in China. De Scheutisten hadden vanuit de Congregatie tot Voortplanting des Geloofs en expliciet gesteund door paus Pius IX de Chinese missie toegewezen gekregen. Zij startten in 1862 met Binnen-Mongolië te kerstenen. Van Aertselaer behoorde tot een groep van 55 missionarissen die in de streek van Xiwanzi (Xiwanzizhen, provincie Hebei) een katholieke gemeenschap uitbouwden.

## Congo
Leopold II van België had voor zijn aantreden tot koning (1865) al imperialistische doelen. In 1887 werd Jeroom Van Aertselaer algemeen overste van de congregatie van het Onbevlekt Hart van Maria. Hij vestigde zich opnieuw in België. Dit was ook de tijd dat koning Leopold II een start maakte met zijn Congo Vrijstaat. De kolonisering bestond uit drie pijlers: de Staat (macht), het bedrijfsleven (economie) en de Kerk (beschaving). Leopold II zag voor de derde pijler een rol weggelegd voor de scheutisten. 
Jeroom Van Aertselaer ging hier op in en handelde te Rome de zaak af van het apostolisch vicariaat van Kongo-Vrijstaat op 9 april 1888. Hij stuurde op 26 augustus een eerste lichting van scheutisten naar een reeds bestaande post van de Witte Paters op de kruising van de rivieren Kongo en Kasaï. Op 21 september 1888 gingen ze in Berghe aan land. De eerste jaren vertrokken 45 Scheutisten naar Congo. Dit had als gevolg dat de missies in China minder missionarissen toegewezen kregen omdat die voor Congo ingezet werden. Het tekort in China zou alleen maar toenemen.
Tussen juni 1892 en oktober 1894 was hij zelf in Congo in Luluaburg, dat sinds 1966 Kananga heet. Daarna keerde hij terug naar België. De kolonisatie verliep via de rivieren. Jeroom maakte een reisverlag vanop de Stanley waar hij onder andere de veldtochten van de Onafhankelijke Congostaat tegen de Arabo-Swahili vermeldt. 

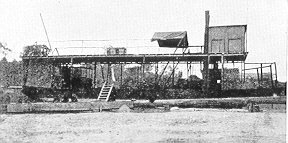
De rivierboot Stanley in Congo

Er werden vijf missieposten in de buurt van Kananga (Luluaburg) gesticht: Luluaburg Sint-Jozef (°1891), Merode-Salvador(°1894), Sint-Trudo(°1895), Hemptinne Sint-Benedictus(°1897) en tot slot Tielen Sint-Jacobus(°1898).

## China, tweede periode
Hij werd titulair bisschop gewijd in Anderlecht op 24 juli 1898. Titulair bisschop betekent dat er nog geen gebied was toegewezen en in zo'n geval werd een bisdom uit het verleden toegewezen, meestal uit de vroeg christelijke periode. Voor hem werd dat Zaraï, een vroegere Romeinse stad en Carthageense handelspost, nu gekend als Aïn Oulmene in de Algerijnse provincie Sétif. Op 27 september 1898 bezocht hij voor de laatste keer zijn geboorteplaats Hoogstraten. Van Aertselaer zal daarna voor een tweede periode naar China vertrekken en nooit meer terugkomen. Van Aertselaer werd apostolisch vicaris van de Chinese provincie Chahar. 
Van Aertselaer overleed op 12 januari 1924 in het Chinese Hsi-Wan-Tzu (Siwantze).

## Nalatenschap
De kathedraal van Xiwanzi werd vernield op 9 december 1946 toen het communistisch leger de stad binnenviel. Ook het seminarie aldaar met een bibliotheek met meer dan tienduizend boeken werd afgebrand.
China bleef tientallen jaren een gesloten land. In de 21e eeuw kwam langzaam meer openheid. Er is nu meer mogelijk; sinds 2009 werkt de plaatselijke katholieke gemeenschap aan de heropbouw van de kathedraal.

## Sporen in Hoogstraten
In 1930 werd de Steenweg op Minderhout veranderd in Van Aertselaerstraat 
Een standbeeld heeft Jeroom Van Aertselaer niet zoals zijn reisgezel Constant De Deken. Na 1900 begon er kritiek te komen op de gruweldaden in Congo-Vrijstaat. Vanaf 2013 werden er regelmatig acties gevoerd tegen dergelijke standbeelden. De acties waren vooral gericht tegen de iconografie die voortvloeit uit het imperialistich denken.
Aan de centrale baan en wegverbreding "Vrijheid" ligt het burgerhuis Den Leeuw (nr.167) met een arduinen gevelsteen met de inscriptie:Geboortehuis van Mgr. Jeroom VAN AERTSELAER, Bisschop van ZRAIRA (China), Apostolisch Vicaris van TCHAGAR (China) 1845-1924.